# Sairaan kaunis maailma
Pour plus de détails, voir Fiche technique et Distribution.
Sairaan kaunis maailma (littéralement « beau monde malade ») est un film finlandais réalisé par Jarmo Lampela, sorti en 1997.

## Synopsis
Deux adolescents de Helsinki remplissent une mission pour leur dealer pour payer une dette. Celle-ci les mènent à Stockholm.

## Fiche technique
- Titre : Sairaan kaunis maailma
- Titre anglais : Freakin' Beautiful World
- Réalisation : Jarmo Lampela
- Scénario : Jarmo Lampela
- Musique : Coolsheiks, Petri Nieminen et Suburban Tribe
- Photographie : Harri Räty
- Montage : Kimmo Taavila
- Production : Mika Ritalahti
- Société de production : Lasihelmi Filmi
- Pays :  Finlande
- Genre : Drame
- Durée : 96 minutes
- Dates de sortie : 
  -  Finlande : 11 avril 1997

## Distribution
- Joonas Bragge : Ippe
- Arttu Kapulainen : Papu
- Pihla Penttinen : Mia
- Ilkka Koivula : Kalle
- Kati Outinen : Tarja, la mère d'Ippe
- Sakari Korhonen : Sakke, le père d'Ippe
- Pekka Valkeejärvi : Esa, le père de Papu
- Jyri Ojansivu : Sami, le fère de Papu
- Irja Matikainen : Anita, la mère de Papu

## Distinctions
Le film a remporté trois Jussis  : Meilleur film, Meilleure photographie et Meilleur montage.